# Il corvo 2
Il corvo 2 (The Crow: City of Angels) è un film del 1996 diretto da Tim Pope. È il sequel del film Il corvo - The Crow basato sull'omonimo fumetto scritto e disegnato da James O'Barr. A differenza degli altri sequel, questo secondo capitolo è collegato direttamente al primo film attraverso la figura di Sarah, personaggio presente in entrambe le storie. È stato anche distribuito in home video con il titolo Il corvo 2 - La città degli angeli. L'accoglienza per questo sequel fu tiepida.

## Trama
L'affascinante Sarah Mohr, dopo aver assistito alla brutale morte dell'amico musicista Eric Draven e della compagna Shelly Webster, si è trasferita a Los Angeles dove lavora come tatuatrice. In città, infestata dal crimine e calata in una perenne oscurità, si sta celebrando il Giorno dei Morti per ricordare gli spiriti dei defunti. Nell'orgia dei festeggiamenti e nei disordini che seguono, il giovane meccanico di motociclette Ashe Corven viene ucciso insieme al suo piccolo figlioletto Danny dal capo dei criminali Judah Earl, il malvagio signore della droga, e dalla banda dei suoi scagnozzi (Curve, Kali, Nemo e Spider Monkey) per aver assistito ad un omicidio. I due vengono uccisi a colpi di pistola e gettati sott'acqua nel molo.
Un'antica credenza dice che quando qualcuno muore, un corvo porta la sua anima nella terra dei morti. Ma quando la morte è particolarmente triste o dolorosa, il corvo fa resuscitare l'anima per poter regolare i conti. Come nel primo film, un corvo riporta in vita Ashe che dopo essere riemerso dall'acqua, incontra Sarah, con cui comprende di avere un forte legame psichico.
Egli crede di essere ancora vivo, e perciò scappa via da Sarah. Tornato nella sua abitazione, Ashe rivive gli istanti della sua morte e di quella del figlio, iniziando a distruggere il suo garage in preda alla rabbia e alla disperazione. Sarah ritorna da lui e, dopo averlo truccato in maniera simile a Eric, lo esorta a compiere la sua missione: cercare di uccidere tutti i suoi assassini, vendicando così la sua morte e quella del figlio.
Ashe si dirige da Spider Monkey, uno degli assassini, uccidendolo dando fuoco ad una fabbrica di droga, di cui Monkey era proprietario. Poco prima di uccidere Spider Monkey, Ashe si fa rivelare la posizione esatta degli altri colpevoli. Così si dirige dal pervertito Nemo. Una volta ucciso nella camera di un locale per spogliarellisti in cui si masturbava e lasciato un messaggio per gli altri colpevoli, Ashe fugge e torna nell'abitazione di Sarah, dove i due incominciano a parlare di cosa succederà al ragazzo dopo che la sua missione sarà finita. Sarah sembra essersi innamorata del vendicatore immortale e tenta un approccio con lui, ma l'uomo si ritrae ed esce fuori dall'appartamento per recarsi nel luogo dov'è stato assassinato. Noah, un uomo anziano che lavora insieme a Sarah, viene rapito e torturato dai drogati che hanno ucciso Ashe, e una volta trovata la residenza della ragazza, i criminali la rapiscono. Ashe si ritrova a fronteggiare Kalì, l'unica donna del gruppo, che gli ha ucciso il figlio a colpi di pistola.
Ashe, dopo aver ripescato il figlio dal mare dov'è morto e averlo seppellito, ingaggia una breve lotta con Kali a colpi di arti marziali, ma inizialmente la ragazza sembra che abbia la meglio e Ashe si trova in difficoltà. Dopo avergli procurato una lieve ferita e lanciato su un muro, Ashe ricorda il momento in cui Kali uccide suo figlio e sfascia l'abitazione e i mobili colto da una crisi di furore, Kali si gira e tenta di scappare, Ashe le rompe una gamba e la scaraventa giù dalla finestra, uccidendo la e dimostrando, così, la sua forza superiore e la sua abilità nelle arti marziali. Dopodiché raggiunge Curve in una discoteca dove anche qui dimostra la sua immortalità e dopo un lungo inseguimento riesce ad ucciderlo e ad annegarlo nel fiume. Dopo questo si prepara anche ad uccidere Judah, l'artefice della sua tragica morte. Il corvo di Ashe, intanto, avverte la presenza di Sarah. Avvicinandosi alla donna in gabbia, viene catturato da Judah. Ashe intanto sta salendo al palazzo di Judah, mentre sotto di lui una folla festeggia il Giorno dei Morti.
Judah riesce ad ottenere i poteri del corvo mentre Ashe ritorna mortale. Allora, Sarah, liberata da Sybil, la chiaroveggente di Judah, si fa uccidere apposta per far riacquistare ad Ashe il suo potere: il protagonista scaraventa corvi contro il nemico e così compie la sua vendetta definitiva, eliminando Judah e vendicando la sua morte e quella del figlioletto. Il film si conclude con la morte di Sarah e la scomparsa di Ashe che ritorna finalmente dall'amato figlio Danny e da Sarah.

## Produzione
Dopo l'uscita de Il corvo - The Crow di Alex Proyas, film di culto la cui lavorazione fu funestata dalla tragica e prematura scomparsa del protagonista, il produttore Edward R. Pressman e lo scenografo del primo capitolo, decisero di far ritornare il Corvo in un remake, cambiando storia e personaggio principale.
Durante la stesura della sceneggiatura de Il corvo 2, il personaggio di Ashe non venne subito realizzato poiché lo sceneggiatore David S. Goyer voleva che fosse Sarah a vestire i panni del Corvo. La cosa, però, non piacque agli autori e perciò Goyer ideò i personaggi di Ashe e di Danny, fratelli che in seguito venivano uccisi a Los Angeles. L'idea era poi quella di far resuscitare Ashe e di farlo combattere contro Grange e Top Dollar (personaggi apparsi nel primo film) che sarebbero stati anche loro resuscitati. Goyer decise poi di rimuovere questi personaggi dallo script e di rendere Danny non il fratello, bensì il figlio di Ashe.
L'attore Vincent Pérez venne considerato nella parte di Ashe grazie alla sua ottima interpretazione nel film La regina Margot. Perez prese Jim Morrison e Amleto come riferimento per il personaggio di Ashe. In seguito, la produzione decise di rendere il film molto più simile al primo capitolo e perciò il personaggio di Ashe subì alcuni cambiamenti diventando più simile ad Eric Draven. Durante una intervista, l'attore rivelò che il personaggio di Ashe fu creato a poco a poco durante le riprese. A detta di Perez, Ashe man mano che uccide i suoi avversari impara contemporaneamente molto su sé stesso. Sempre Perez ha definito il suo personaggio come una "guida che sta conducendo le sue vittime alla morte".
Sarah indossa la fede nuziale di Shelly, la fidanzata e promessa sposa di Eric, protagonista del primo film, Il corvo - The Crow. Il personaggio di Sarah, infatti, è lo stesso del primo film, ma interpretato da un'altra attrice perché ovviamente nel frattempo Sarah è cresciuta.
Il protagonista utilizza una Ducati Monster.

## Colonna sonora
1. Hole – Gold Dust Woman – 5:09
2. White Zombie – I'm Your Boogieman – 4:29
3. Filter – Jurassitol – 5:12
4. PJ Harvey – Naked Cousin – 3:56
5. Bush – In a Lonely Place – 6:01
6. Tricky vs. The Gravediggaz – Tonite Is a Special Nite (Kaos Mass Confusion Mix) – 4:45
7. Seven Mary Three – Shelf Life – 4:49
8. Linda Perry featuring Grace Slick – Knock Me Out – 6:51
9. Toadies – Paper Dress – 4:49
10. NY Loose – Spit – 5:54
11. Korn – Sean Olson – 4:48
12. Deftones – Teething – 3:34
13. Iggy Pop – I Wanna Be Your Dog (Live) – 4:45
14. Pet – Lil' Boots – 4:10
15. Above the Law featuring Frost – City of Angels – 4:53

## Altri media
- Dopo l'uscita de Il corvo 2 è stato realizzato un fumetto tratto dal film intitolato The Crow: City of Angels[2] e un romanzo (scritto da Chet Williamson). Entrambi contengono il finale previsto inizialmente per la pellicola ma poi scartato in fase di montaggio.
- Di questo episodio della saga Il corvo venne realizzato, nel 1997, il videogioco The Crow: City of Angels per PlayStation, Sega Saturn, Windows.